# ابن مودود الموصلي
الشيخ الإمام أبو الفضل عبد الله بن محمود بن مودود بن محمود ابن بلدجي الموصلي، الحنفي المذهب، ولد في الموصل في شوال عام 599هـ/1203م، ونشأ بها وتلقى مبادئ العلوم على أبيه، ودرس في المدرسة الصارمية، على الشيخ عمر بن محمد بن طبرزد.
روى عن مسمار بن عمر بن العويس النيار، ثم رحل إلى دمشق، ودرس على علمائها، وصحب الشيخ جمال الدين الحصيري، ثم قدم إلى بغداد، وقرأ كتاب صحيح البخاري على الشيخ أبي الفرج محمد بن عبد الرحمن، وأبي الحسن علي بن أبي بكر بن روزبة، واخذ عن الشيخ عمر بن محمد السهروردي، وأبي النجا عبد الله بن عمر، ونصر بن عبد الرزاق الجيلي، وعثمان البتي.
أجازه طائفة من علماء خراسان[ ؟ ] منهم المؤيد بن محمد الطوسي وأبو بكر القاسم بن عبد الله الفراوي ابن الصفار وعبد الرحيم بن عبد الكريم السمعاني، وغيرهم.
وأجازه من الموصل المبارك صاحب الأصول.
كان الشيخ أبو الفضل ابن بلدجي فقيهاً وإماماً عالماً، له مصنفات عدة. تولى القضاء في مدينة الكوفة، ودرس عليه الكثير من العلماء منهم أبو العلاء محمود الفرضي، وأبو محمد عبد المؤمن الدمياطي، وذكراه في معجميهما.

قال أبو العلاء محمود الفرضي: 
حدث مجد الدين بالإجازة عن جماعة من شيوخ خراسان[ ؟ ]، وألحق الأحفاد بالأجداد وانتشرت عنه الرواية، وقصده طلاب علم الحديث، وكان صبوراً على الأسماع وربما صلى صلاة الصبح واستند في محرابه إلى قريب صلاة العصر.
تولى التدريس في جامع أبي حنيفة عام 667هـ، وكانت حلقته واسعة في الدرس يقصدها مختلف العلماء والطلاب وتدور فيها المناظرات العلمية.

## من مؤلفاته
- (المختار في الفتوى) وشرحه (الاختيار لتعليل المختار).
- مسألة غسل الرجلين.

## وفاته
توفي الشيخ مجد الدين ابن بلدجي يوم السبت 20 محرم عام 683هـ/1284م، وشيع بموكب حافل وصلوا على جنازته بجامع القصر ببغداد ثم بمبنى المدرسة المستنصرية، ثم خارج باب السلطان (باب المعظم حالياً)، ثم صلوا عليه في جامع الإمام الأعظم، ودفن في مقبرة الخيزران بجانب مرقد الإمام أبي حنيفة وتحت قبته.